# روالد جنسن
روالد جنسن (بالنرويجية: Roald «Kniksen» Jensen)‏ (و. 1943 – 1987 م) هو لاعب كرة قدم، من النرويج، ولد في برجن، يلعب كمهاجم، توفي في برجن، عن عمر يناهز 44 عاماً.

## مسيرته الكروية
لعب روالد جنسن خلال مسيرته الاحترافية مع ناديين في خمسة عشر موسمًا وسجل خلالها 80 هدف ضمن 196 مباراة. حيث فاز في موسم واحد بالكأس وفي موسمين بالدوري.
خاض روالد جنسن مسيرته مع نادي بران في موسم 1959–60 في المرة الأولى ليلعب معه خمسة مواسم ثم في موسم 1971 واستمر معه طيلة ثلاثة مواسم، مشاركًا طوالها في 122 مباراة سجل خلالها 61 هدفًا. ثم انتقل إلى نادي هارت أوف ميدلوثيان في موسم 1964–65 ليلعب معه سبعة مواسم، حيث شارك في 74 مباراة سجل خلالها 19 هدفًا.

## روابط خارجية
- روالد جنسن على موقع اتحاد النرويج (النرويجية)
- روالد جنسن على موقع قاعدة بيانات كرة القدم.إي يو (الإنجليزية)
- روالد جنسن على موقع ناشيونال فوتبول تيمز (الإنجليزية)